# Alexander Ryle
Alexander Ryle, né le 17 octobre 1990 à Hvidovre (Danemark), est un homme politique danois, membre de l'Alliance libérale.

## Biographie
Alexander Ryle obtient en 2013 un bachelor en systèmes d’information pour les entreprises internationales à l'université IT de Copenhague, puis un master en e-business à l'école de commerce de Copenhague en 2017. Il travaille après ses études comme consultant comme Deloitte, puis pour Kainos.
Il est engagé au sein de l'Alliance libérale et occupe des responsabilités dans sa branche de jeunesse entre 2016 et 2017. Il est candidat aux élections municipales de novembre 2021 à Copenhague, en deuxième position sur la liste emmenée par l'ancien ministre Ole Birk Olesen, mais ne parvient pas à être élu au conseil municipal, devenant seulement premier suppléant pour son parti.
Il est élu député au Folketing lors des élections législatives du 1er novembre 2022. Il devient après le scrutin le porte-parole de son groupe parlementaire sur l'Europe, les nouvelles technologies et le contrôle des conditions de détention.